# Dominican Summer League Athletics
Les DSL Athletics sont une équipe de ligue mineure de baseball basée en République dominicaine. Affiliés à la formation de ligue majeure des Athletics d'Oakland, les DSL Athletics évoluent au niveau Rookie en Dominican Summer League depuis 1989.  

## Histoire
L'équipe est formée en 1989 et devient la deuxième franchise « Rookie » des Athletics, un an après celle des AZL Athletics en Arizona League. Elle engrange de bons résultats, participant à cinq phases de play-offs dont trois finales pendant ses huit premières saisons.
Entre 1997 et 2002, les Athletics engagent deux équipes en Dominican Summer League: East et West. À partir de 2003, ces équipes deviennent "1" et "2" avant un retour à une équipe unique en 2009. 
Des joueurs tels que Manny Martinez, Tony Batista, Ramon Hernandez et Oscar Salazar y ont évolué. 

## Palmarès
| Saison | Équipe             | Victoires | Défaites | Play-offs       |
| ------ | ------------------ | --------- | -------- | --------------- |
| 1989   | DSL Athletics      | 32        | 24       | Finale de ligue |
| 1990   | DSL Athletics      | 36        | 32       |                 |
| 1991   | DSL Athletics      | 37        | 32       |                 |
| 1992   | DSL Athletics      | 47        | 24       | Finale de ligue |
| 1993   | DSL Athletics      | 49        | 23       | 1er tour        |
| 1994   | DSL Athletics      | 44        | 23       | 1er tour        |
| 1995   | DSL Athletics      | 44        | 21       |                 |
| 1996   | DSL Athletics      | 49        | 24       | Finale de ligue |
| 1997   | DSL Athletics East | 38        | 32       |                 |
| 1997   | DSL Athletics West | 39        | 30       |                 |
| 1998   | DSL Athletics East | 26        | 42       |                 |
| 1998   | DSL Athletics West | 57        | 12       |                 |
| 1999   | DSL Athletics East | 12        | 58       |                 |
| 1999   | DSL Athletics West | 53        | 18       |                 |
| 2000   | DSL Athletics East | 45        | 24       |                 |
| 2000   | DSL Athletics West | 38        | 32       |                 |
| 2001   | DSL Athletics East | 33        | 39       |                 |
| 2001   | DSL Athletics West | 32        | 37       |                 |
| 2002   | DSL Athletics East | 31        | 40       |                 |
| 2002   | DSL Athletics West | 34        | 35       |                 |
| 2003   | DSL Athletics 1    | 26        | 40       |                 |
| 2003   | DSL Athletics 2    | 43        | 25       |                 |
| 2004   | DSL Athletics 1    | 34        | 36       |                 |
| 2004   | DSL Athletics 2    | 18        | 53       |                 |
| 2005   | DSL Athletics 1    | 18        | 51       |                 |
| 2005   | DSL Athletics 2    | 43        | 26       |                 |
| 2006   | DSL Athletics 1    | 33        | 32       |                 |
| 2006   | DSL Athletics 2    | 18        | 46       |                 |
| 2007   | DSL Athletics 1    | 41        | 22       |                 |
| 2007   | DSL Athletics 2    | 9         | 54       |                 |
| 2008   | DSL Athletics 1    | 27        | 36       |                 |
| 2008   | DSL Athletics 2    | 31        | 33       |                 |
| 2009   | DSL Athletics      | 19        | 51       |                 |
| 2010   | DSL Athletics      | 32        | 39       |                 |
| 2011   | DSL Athletics      | 24        | 46       |                 |